# Pulzus

A pulzus tapintásának leggyakoribb helyei

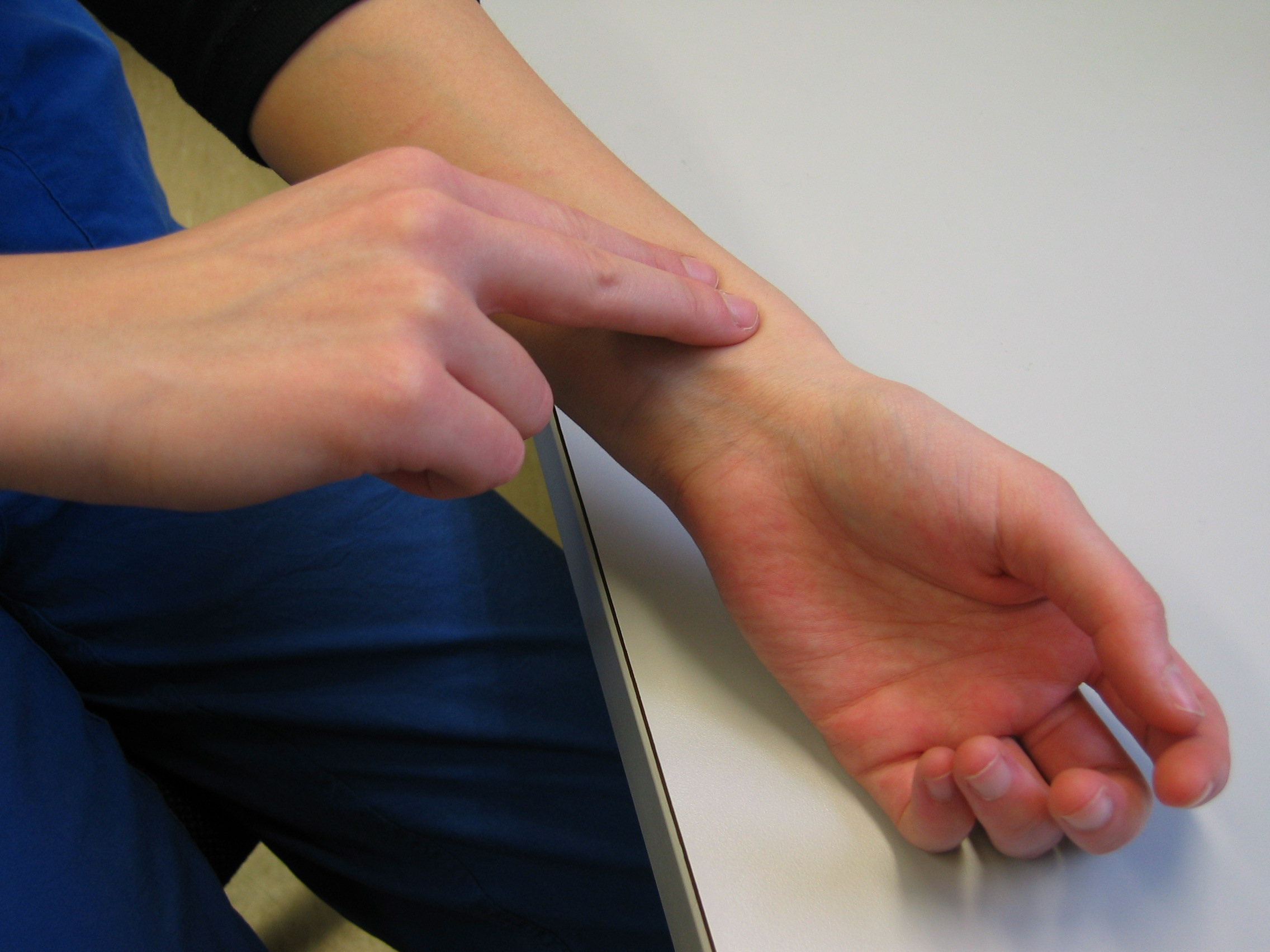
Pulzus mérése az alkari ütőéren

Az EKG görbéje normál szinuszritmus esetén

A pulzus az artériák (verőerek) szívveréssel egy időben fellépő periodikus lüktetése. A kamrai összehúzódás (szisztolé) nyomáshullámot kelt, amely végigfut az artériás rendszeren; ezt a hullámot tapintjuk pulzusként, nem magát a véráramlást. A pulzus mérésével a szív percenkénti összehúzódásainak számát becsüljük meg, illetve a keringés több jellemzőjéről kapunk információt.

## Mérés helyei
A pulzus ott tapintható a legkönnyebben, ahol az artéria a bőrfelszínhez közel, csontos alapon fut:
- a. radialis – a csukló külső oldalán
- a. carotis communis – a nyak oldalán
- a. brachialis – a felkar belső részén
- a. femoralis – a comb hajlatában
- a. poplitea – a térdhajlatban
- a. dorsalis pedis – a lábfej felső részén

## Normál pulzusszám
A nyugalmi pulzusszám életkor szerint változik:
| Életkor    | Pulzusszám (ütés/perc) |
| ---------- | ---------------------- |
| Újszülött  | 100–160                |
| 1–12 hónap | 100–150                |
| 1–5 év     | 80–140                 |
| 6–12 év    | 75–120                 |
| Felnőtt    | 60–100                 |
| Idős kor   | 60–90                  |

## Jellemzők
A pulzus vizsgálatakor az alábbi tényezők értékelhetők:
- Frekvencia – ütés/perc; felnőtt nyugalmi értéke többnyire 60–100/perc.[4]
- Ritmus – egyenletesség/szabályosság (szabályos szinuszritmus vs. aritmia).
- Amplitúdó (teltség) – a lüktetés ereje.
- Gyorsaság – a nyomáshullám lefutásának gyorsasága.
- Elnyomhatóság – mekkora nyomással szüntethető meg a tapintható lüktetés.

## Kóros eltérések
- Tachycardia – 100/perc feletti nyugalmi pulzus.
- Bradycardia – 60/perc alatti nyugalmi pulzus (edzett sportolóknál fiziológiásan is előfordulhat).
- Aritmia – szabálytalan ritmus (pl. pitvarfibrilláció).
- Extrasystole – időnkénti korai ütés, „kihagyás” érzése.[5]

## Pulzusmérés módszerei
A pulzus többféle módon mérhető:
- Tapintásos mérés – az ujjbegyekkel (mutató- és középső ujj) 30 vagy 60 másodpercig számoljuk a lüktetéseket; a csuklón (a. radialis) a leggyakoribb.[6]
- Fonendoszkópos/auszkultációs mérés – a szívhangok hallgatózása, illetve a vérnyomásmérés kiegészítése klinikai vizsgálat során.
- Fotopletizmográfiás eszközök – ujjra/csuklóra helyezhető szenzorok (pl. pulzoximéter, okosórák) fényelnyelés alapján becsülik a pulzust, folyamatos monitorozásra is alkalmasak.[7][8]

## Fizikai aktivitás
Terhelés során a pulzus a fizikai intenzitással arányosan emelkedik; rendszeres edzéssel a nyugalmi pulzus jellemzően alacsonyabb. A rekreációs edzés zónáinak meghatározására gyakran a becsült maximális pulzust (≈ 220 – életkor) használják, egyéni eltérésekkel.

## Diagnosztikai jelentőség
A pulzusszám és a ritmus eltérései több kórállapotra hívhatják fel a figyelmet (pl. ritmuszavarok, szívelégtelenség, endokrin eltérések, láz/szepszis, keringési sokk). A pulzus klinikai vizsgálata az életjel-ellenőrzés része, de a ritmus pontos megítéléséhez az EKG ad döntő információt.

## Érdekességek
- A hagyományos kínai orvoslásban a pulzustípusok részletes rendszere alakult ki; a pulzus tapintását diagnosztikai eszközként használták már az ókorban.[11]
- A modern hordható eszközök (okosórák, fitneszkarkötők) fotopletizmográfiával mérnek, és egyre gyakrabban használják őket egészségügyi megfigyelésre és edzéstervezésre.[12]